# Ванадати

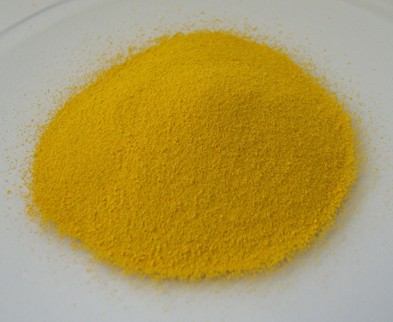
Ортованадат бісмуту

Ванада́ти — солі, що містять ванадієвмісний аніон у найвищому ступені окиснення +5. Сполуки є похідними гіпотетичних ванадієвих кислот.
Переважна більшість ортованадатів є забарвленими речовинами, погано розчинними у воді. Так, ортованадати кальцію, стронцію і барію є жовтими, ортованадати срібла і ртуті — помаранчеві. Метаванадати (наприклад, метаванадати калію, натрію й амонію) є безбарвними.

## Поширення у природі

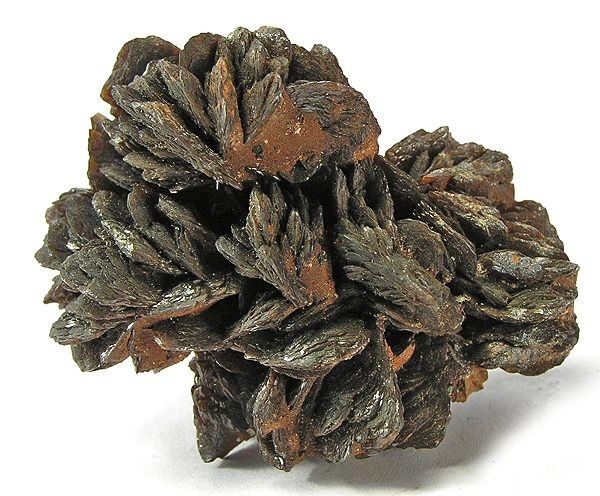
Деклуазит

Ванадати є поширеною формою знаходження Ванадію у мінеральних покладах. Основними ванадатовмісними мінералами є карнотит K2(UO2)2(VO4)2·3H2O, ванадиніт Pb5(VO4)3Cl, тюямуніт Ca(UO2)2(VO4)2·8H2O, деклуазит (Zn,Cu)Pb(VO4)(OH), ферваніт FeVO4·2H2O, пухерит BiVO4.

## Рівновага у розчинах

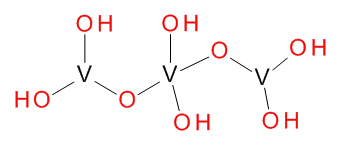
Будова незаміщеної триванадатної кислоти

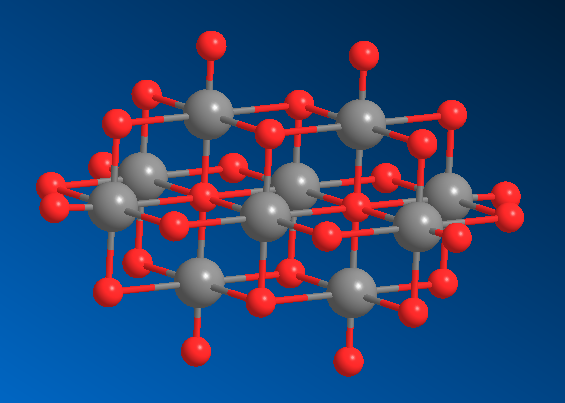
Кулестрижнева модель декаванадат-іона

За данимим спектрофотометричних досліджень, у розчинах, в залежності від pH та концентрації, можуть існувати іони [VO4]3-, [HVO4]2-, [V2O7]4-, [V3O9]3-, [V4O12]4-, [VO3]3, [V10O28]6-, [HV10O28]5-, [H2V10O28]4-, [VO2]+.
У сильнолужних розчинах (pH 13,2—14) основною формою є ортованадат-іон [VO4]3-, а при зменшенні pH чи розведенні утворюється аніон [HVO4]2-, який перебуває у рівновазі із пірованадат-іоном [V2O7]4-:
{\displaystyle \mathrm {[VO_{4}]^{3-}+H^{+}\rightleftarrows [HVO_{4}]^{2-}} }
{\displaystyle \mathrm {2[HVO_{4}]^{2-}\rightleftarrows [V_{2}O_{7}]^{4-}+H_{2}O} }
При зменшенні pH розчину до позначки 7,2 утворюються триванадат-іони, а у розведених розчинах — метаванадати. Рівновага між цими формами визначається концентрацією іонів:
{\displaystyle \mathrm {3[V_{2}O_{7}]^{4-}+6H^{+}\rightleftarrows 2[V_{3}O_{9}]^{3-}+3H_{2}O} }
{\displaystyle \mathrm {[V_{3}O_{9}]^{3-}\rightleftarrows 3[VO_{3}]^{3-}} }
Також по мірі зниження лужності утворюються й інші йони, в тому числі тетраванадати:
{\displaystyle \mathrm {[HVO_{4}]^{3-}+H^{+}\rightleftarrows [H_{2}VO_{4}]^{-}} }
{\displaystyle \mathrm {[H_{2}VO_{4}]^{-}+H^{+}\rightleftarrows [V_{4}O_{12}]^{4-}} }
Нижче pH 7,2 переважною формою у концентрованих розчинах є декаванадат-іони загального складу [HnV10O28]6-n- (у розведених — метаванадати):
{\displaystyle \mathrm {10[V_{3}O_{9}]^{3-}+12H^{+}\rightleftarrows 3[V_{10}O_{28}]^{6-}+6H_{2}O} }
Декаванадати збільшують свою стійкість до pH 4,1, а у сильнокислих розчинах відбувається утворення ванадил-іонів:
{\displaystyle \mathrm {[V_{10}O_{28}]^{6-}+10H^{+}\rightleftarrows 10[VO_{2}]^{+}+8H_{2}O} }

## Отримання

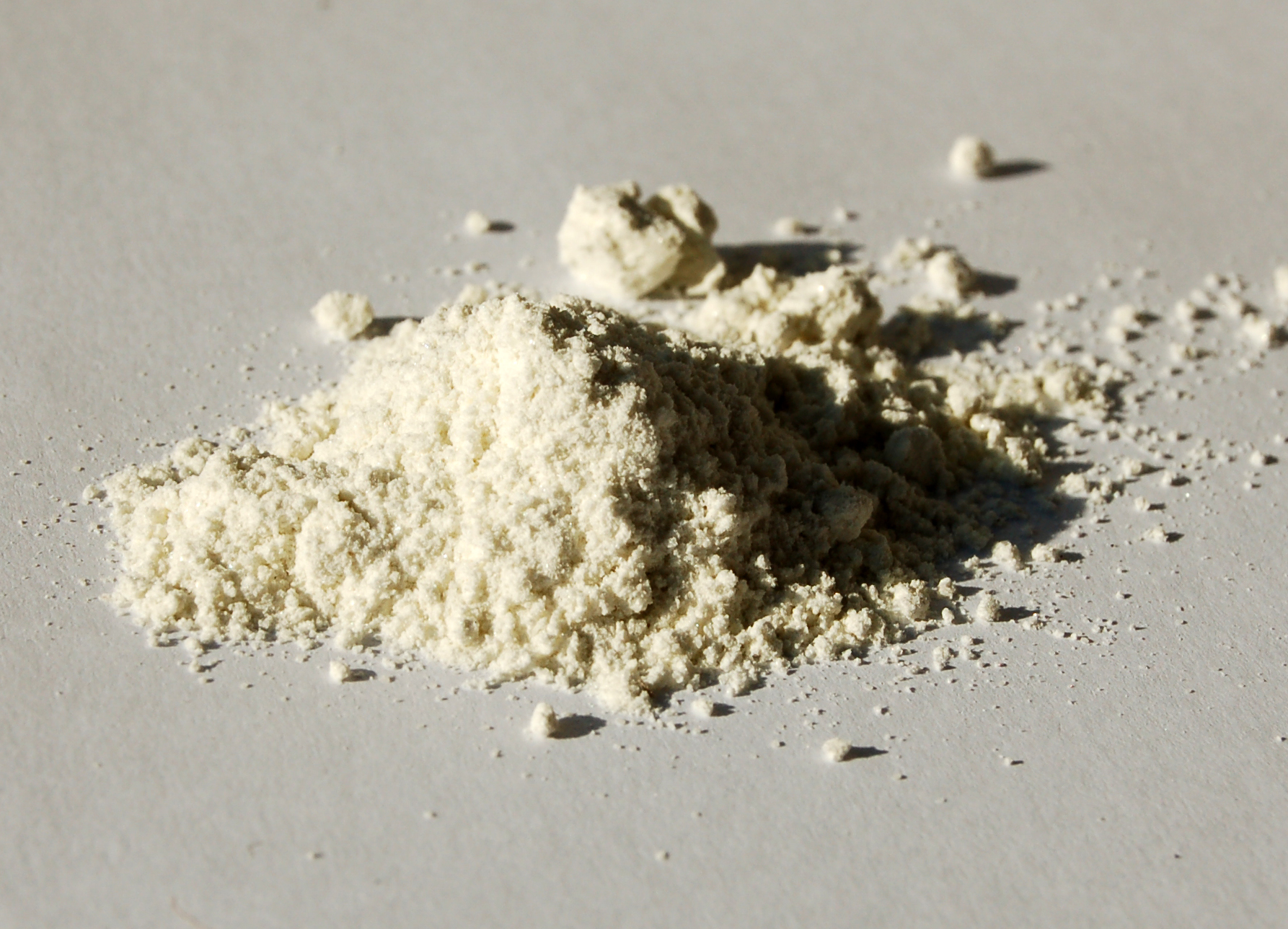
Метаванадат амонію

З розчинів можна виділити орто-, піро-, мета- і декаванадати. З огляду на те, що ванадати мають здатність до взаємного перетворення в залежності від умов середовища, ортованадати є ключовими сполуками для отримання інших представників. Їх синтезують сплавленням з оксидом ванадію:
{\displaystyle \mathrm {3K_{2}CO_{3}+V_{2}O_{5}{\xrightarrow {t}}\ 2K_{3}VO_{4}+3CO_{2}} }
{\displaystyle \mathrm {6NaOH+V_{2}O_{5}{\xrightarrow {t}}\ 2Na_{3}VO_{4}+3H_{2}O} }
Солі кальцію та важких металів осаджують з розчинів ванадатів лужних металів: дією гідроксиду або хлориду кальцію при pH 10,8—11 осаджується ортованадат Ca3(VO4)2, у проміжку 7,8—9,3 — пірованадат Ca2V2O7, а за 5,1—6,1 — метаванадат Ca(VO3)2.
Найбільше практичне значення мають метаванадати. Метаванадати лужних металів і магнію виділяють кристалізацією з розчинів. Наприклад, з розчину метаванадату натрію при температурі вище 35 °C кристалізуються чистий NaVO3, а при нижчій — дигідрат NaVO3·2H2O. Метаванадат амонію осаджують з розчину ортованадату натрію дією хлориду амонію:
{\displaystyle \mathrm {Na_{3}VO_{4}+NH_{4}Cl+H_{2}O\longrightarrow NH_{4}VO_{3}+NaCl+2NaOH} }

## Застосування
Ванадати застосовуються у текстильній промисловості при протравлюванні під час фарбування бавовни, а також для закріплюваня аніліну. Ортованадат кальцію використовується для виплавки ферованадію. Метаванадат амонію є основним прекурсором для отримання інших сполук ванадію, а також титрантом у ванадатометрії. 